# زین‌العابدین بن‌علی
زین‌العابدین بن علی (۳ سپتامبر ۱۹۳۶ – ۱۹ سپتامبر ۲۰۱۹) سیاستمدار تونسی، رئیس‌جمهور تونس (۱۹۸۷–۲۰۱۱)، سفیر تونس در کشورهای مختلف و صاحب‌ پست‌های اداری و وزارتی گوناگونی بود. او از ۷ نوامبر ۱۹۸۷ تا ۱۴ ژانویه ۲۰۱۱، به‌مدت بیش از ۲۳ سال قدرت را در تونس در دست داشت. وی از افسران تونسی و رئیس سازمان امنیت تونس بود که در پی یک دوره کوتاه نخست‌وزیری و با کودتایی بدون خونریزی ریاست‌جمهوری را از حبیب بورقیبه در دست گرفت.
در تاریخ ۱۴ ژانویه ۲۰۱۱ و در پی ناآرامی‌ها و اعتراضات گسترده مردم تونس از قدرت کنار رفت و جای خود را به محمد الغنوشی، نخست‌وزیر سپرد. وی سپس به همراه خانواده‌اش به عربستان سعودی گریخت. بن‌علی در تاریخ ۱۹ سپتامبر ۲۰۱۹ در شهر جده درگذشت و در بقیع مدینه به خاک سپرده شد. او خطاب به کسانی که خواهان انتقال جنازه‌اش به تونس بودند گفته بود: "ای وطن ناسپاس استخوان‌هایم را به تو نخواهم سپرد".
در تاریخ ۲۶ ژانویه ۲۰۱۱، دولت جدید تونس، حکم بازداشت بین‌المللی زین‌العابدین بن علی و برخی از اعضای خانواده‌اش از جمله همسرش، لیلا ترابلسی را صادر کرد.

## برکناری از قدرت
برکناری بن علی از قدرت از روزی آغاز شد که جوان سبزی فروشی به نام محمد بوعزیزی که جوان فقیر اما تحصیل کرده بود در اعتراض به مصادره چرخ دستی‌اش از سوی مأموران دولتی خودسوزی کرد. این خودسوزی خشم مردم تونس را برانگیخت. در تاریخ ۱۴ ژانویه ۲۰۱۱ و در پی ناآرامی‌ها و اعتراضات گسترده مردم تونس و کشته‌شدن ده‌ها نفر از معترضان در حمله نیروهای امنیتی به تظاهرکنندگان ضددولتی، زین‌العابدین بن علی ابتدا دولت و مجلس را منحل کرد و سپس از قدرت کنار رفت و جای خود را موقتاً به محمد الغنوشی، نخست‌وزیر سپرد. وی به همراه خانواده‌اش به عربستان سعودی گریخت.
تظاهرات گسترده اجتماعی در تونس، ابتدا به خاطر اعتراض به بی‌کاری گسترده، فساد دولتی و افزایش قیمت مواد خوراکی برپا شد و در نهایت حکومت زین‌العابدین بن علی را هدف گرفت.

## اموال و دارایی‌ها
دارایی‌های خانواده بن علی تا ۵ میلیارد دلار برآورد شده‌است. زین‌العابدین بن علی متهم است که در بانک‌های سوئیس چندین حساب بانکی مخفی داشته‌است. مقام‌های سوئیسی پس از فرار وی به عربستان سعودی، گفته‌اند که کلیه حساب‌های او مسدود شده‌است. موجودی نقدی او در حساب‌های بانکی شخصی‌اش در سوئیس بالغ بر ۵۴ میلیون فرانک (حدود ۴۴ میلیون یورو) بوده است.
از دیگر دارایی‌های خانواده بن علی، به یک ویلای مجلل در شهر وست‌مونت در کانادا، یک ویلای مسکونی در خیابان مجلل رو دان ران در ژنو، یک آپارتمان به ارزش ۳۷ میلیون یورو در خیابان فابورگ سنت اونوره در پاریس، یک آپارتمان در مجاورت پیست اسکی کورشول در رشته‌کوه‌های آلپ و یک ویلا در منطقه اشرافی فرنچ ریویرا در جنوب شرقی فرانسه اشاره شده‌است.
هم‌چنین ادعا شد که زین‌العابدین بن علی «یک جت فالکون ۹۰۰۰ در فرودگاه بین‌المللی ژنو» داشت.
بانک جهانی در گزارشی از اختلاس میلیاردی زین‌العابدین بن‌علی و نزدیکانش خبر داده‌است. بر پایهٔ این گزارش، بن‌علی و نزدیکان او در طول بیش از ۲۰ سال تا ۵۰ میلیارد دلار پول اختلاس کردند. بانک جهانی می‌گوید که ۲۱ درصد مجموع درآمد بخش خصوصی از این طریق اختلاس شده‌است. در این گزارش اسامی ۲۲۰ شرکت فهرست شده که زیر کنترل زین‌العابدین بن‌علی و خانواده‌اش بوده‌است که از جمله آن‌ها می‌توان شرکت‌های خودروسازی، مخابرات، ساخت و ساز و مواد غذایی را نام برد.

### ادعای روزنامه لوموند
لوموند گزارش کرده که لیلا طرابلسی - بن‌علی همسر زین‌العابدین بن علی، کمی قبل از ترک تونس به بانک مرکزی تونس مراجعه کرده و یک و نیم تُن طلا را، که معادل ۴۵ میلیون یورو است، برداشت کرده‌است.

### حراج اتوموبیل‌ها و جواهرات
دولت تونس ۳۹ دستگاه اتومبیل اسپرت لوکس بن‌علی را به نفع مردم تونس حراج کرد. ازجمله این اموال یک لامبورگینی گالاردو ال پی ۴۶۰، یک بنتلی کانتیننتال اسپورت، یک کادیلاک ضدگلوله و نیز یک دستگاه اتومبیل مایباخ ۶۲ عنوان شده‌است. علاوه بر این، از میان اشیای ضبط‌شده می‌توان به سنگ‌های الماس، ساعت‌های مچی جواهرنشان و مبلمانی از جنس طلا اشاره کرد.

## حکم بازداشت بین‌المللی
در تاریخ ۲۶ ژانویه ۲۰۱۱، دولت جدید تونس، حکم بازداشت بین‌المللی زین‌العابدین بن علی و برخی از اعضای خانواده‌اش از جمله همسرش، لیلا ترابلسی را در ارتباط با معاملات ملکی غیرقانونی و انتقال دارایی مردم تونس به خارج از کشور، صادر کرد.
در تاریخ ۲۱ فوریه ۲۰۱۱، دولت موقت تونس در درخواستی رسمی، از دولت عربستان سعودی خواست تا زین‌العابدین بن علی را به خاطر «سرکوب مردم معترض» به آن کشور، جهت محاکمه تحویل دهد.

## حبس ابد
دادگاه نظامی تونس در ۱۹ ژوئیه ۲۰۱۲ بن علی را به‌طور غیابی به جرم دستور کشتار ۴۳ تظاهرکننده در جریان انقلاب یاس تونس یا قیام تونس به حبس ابد محکوم کرد.